# 이시쿠라역
이시쿠라역(일본어: 石倉駅 이시쿠라에키[*])은 일본 홋카이도 가야베 군 모리정에 있는 홋카이도 여객철도 하코다테 본선의 철도역이다.

## 역 구조
2면 2선의 승강장을 가지고 있는 지상역이다. 원래는 2면 3선식 승강장이었으나 중간에 있는 선로를 철거하게 되면서 현재의 형태가 되었다. 양 승강장은 구내 건널목으로 연결되어 있으며, 무인역이다. 역사는 없으며 승강장에 대합실이 있다.

### 승강장
| 상행 | ■ 하코다테 본선 | 모리 · 오누마 · 하코다테 방면   |
| 하행 | ■ 하코다테 본선 | 야쿠모 · 군누이 · 오샤만베 방면 |

## 역 주변
- 모나시베 간이 우편국
- 야쿠모 정 사카에하마 초등학교

## 역사
- 1903년 11월 3일 - 홋카이도 철도의 일반역으로 개업.
- 1907년 7월 1일 - 홋카이도 철도 국유화.
- 1960년 8월 1일 - 화물 취급 폐지.
- 1984년 2월 1일 - 수하물 취급 폐지.
- 1986년 11월 1일 - 무인화.
- 1987년 4월 1일 - 일본국유철도 분할 민영화로 홋카이도 여객철도가 계승.
- 2007년 10월 - 역 번호 부여. H58.

## 인접한 역
| 홋카이도 여객철도 하코다테 본선 | 홋카이도 여객철도 하코다테 본선 | 홋카이도 여객철도 하코다테 본선 |
| ------------------------------- | ------------------------------- | ------------------------------- |
| H59 혼이시쿠라 하코다테 방면    | ■ 하코다테 본선                 | H57 오토시베 오샤만베 방면      |